# Решт (шагрестан)
Решт (перс. رشت) — шагрестан в Ірані, в остані Ґілян. За даними перепису 2006 року, його населення становило 847680 осіб, які проживали у складі 244613 сімей.

## Бахші
До складу шагрестану входять такі бахші: 
- Кучесфаган
- Лашт-е-Неша
- Санґар
- Хомам
- Хошкебіджар
- Центральний